# Broilius
Broilius es un género extinto de sinápsidos no mamíferos.